# 阿尔弗雷德·朗德
阿尔弗雷德·朗德（英語：Alfred Landé，1888年12月13日—1976年10月30日）是一名物理学家，以其对量子力学的贡献而闻名。他提出了朗德g因子，并给出了塞曼效应的一个解释。